# Milagres (Bahia)
Milagres is een gemeente in de Braziliaanse deelstaat Bahia. De gemeente telt 12.092 inwoners (schatting 2009).

## Galerij

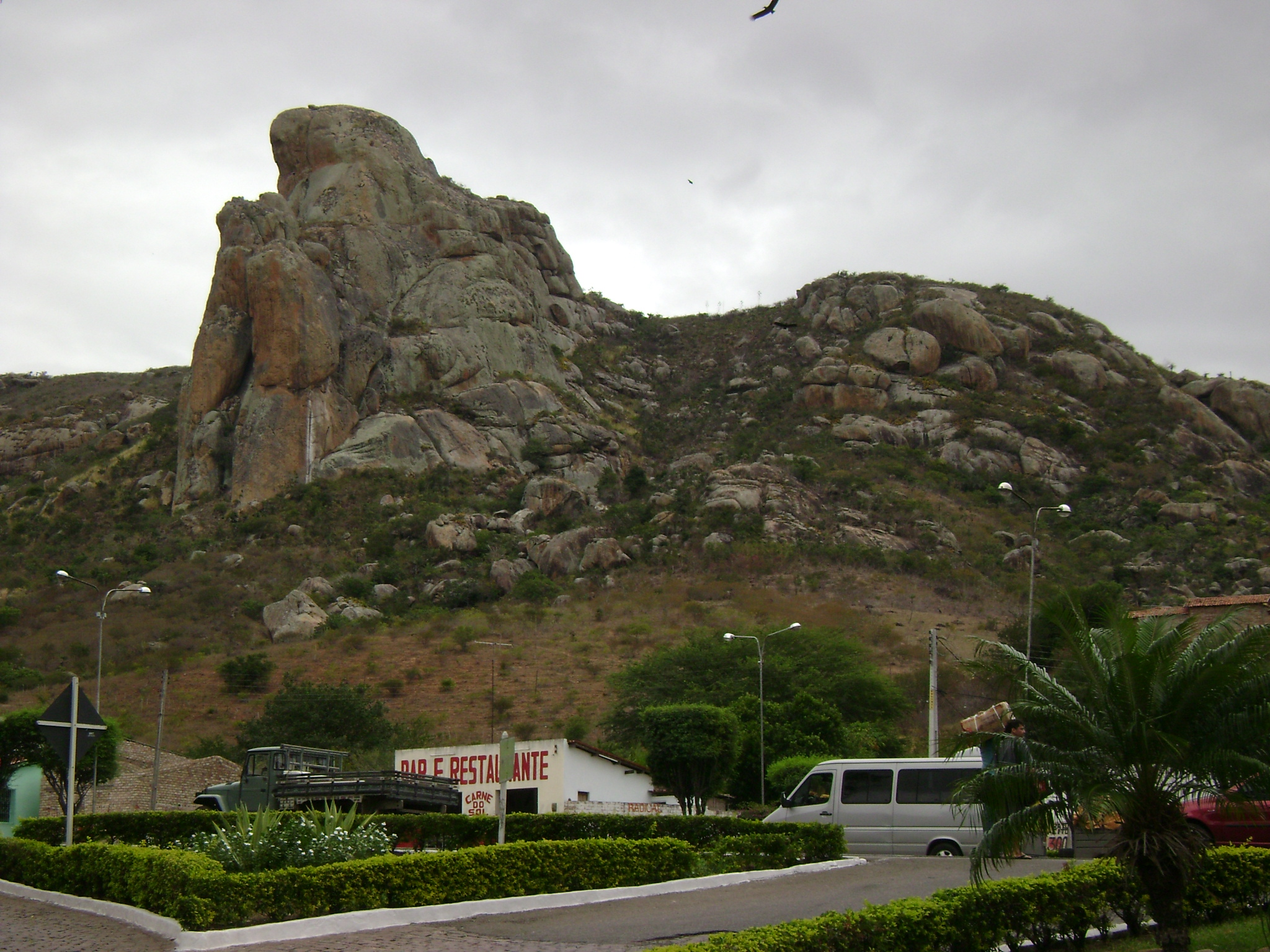
Heuvel in de gemeente Milagres